# هی‌نین

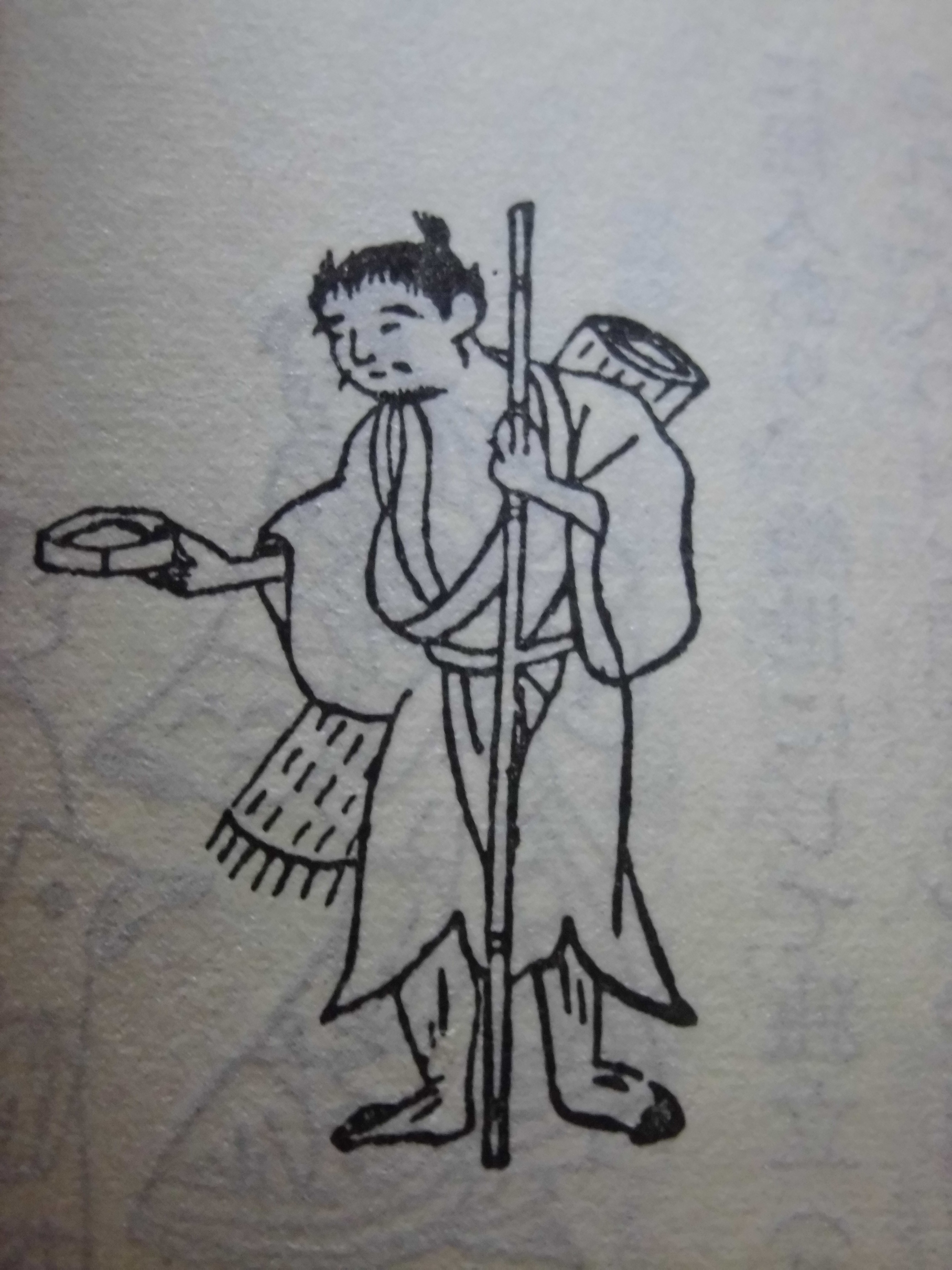

هی‌نین (به ژاپنی: 非人 (ひにん) Hinin)، یک گروه طرد شده در تاریخ ژاپن، به‌طور خاص دوره ادو بود. ترجمه مستقیم عبارت «هی نین» «غیر انسان» است. هی نین و اتا (穢多 (えた)) از پایین‌ترین طبقات اجتماعی در ژاپن باستان تشکیل شده بودند، اما بخشی از سلسله مراتب اجتماعی محسوب نمی‌شدند. هی‌نین‌ها مجبور به انجام فعالیت‌های سطح پایین مانند گدایی، اجرای خیابانی می‌شدند و جسد افرادی که اعدام شده بودند را به خاک می‌سپردند.
اتا مستقیماً به «آلوده‌ها» ترجمه می‌شود و با طبقه اجتماعی هینین پیوند نزدیکی داشت. هر دو عبارت برای کسانی که از جامعه جدا هستند با چند تفاوت جزئی بین آنها استفاده شد. شغل کسانی که اتا نامیده می شدند، بیشتر پوست کندن حیوانات و دباغی بود. این مشاغل به دلیل اعمال مذهبی سنگین  بودیسم و  شینتو در ادو ژاپن با گناه همراه بود، بنابراین کسانی که این مشاغل را انجام می دادند پر از گناه و بنابراین "آلوده" تلقی می شدند.